# 넉어라운드 가이스
넉어라운드 가이스(Knockaround Guys)는 미국에서 제작된 데이비드 레비언 감독의 2001년 범죄, 코미디, 드라마, 스릴러 영화이다. 배리 페퍼 등이 주연으로 출연하였고 로렌스 벤더 등이 제작에 참여하였다.

## 출연

### 주연
- 배리 페퍼

### 조연
- 앤드류 다볼리
- 빈 디젤
- 세스 그린
- 데니스 호퍼
- 존 말코비치
- 톰 누난

## 제작진
- 공동제작: 줄리 커크햄
- 미술: 레스터 코헨
- 의상: 베스 패스터낵
- 배역: 로렐 스미스